# Acidodontium integrifolium
Acidodontium integrifolium är en bladmossart som beskrevs av Brotherus och Thériot in Thériot 1929. Acidodontium integrifolium ingår i släktet Acidodontium och familjen Bryaceae. Inga underarter finns listade i Catalogue of Life.